# アル・ジャジーラ・クラブ
アル・ジャジーラSC（アラビア語: نادي الجزيرة الرياضي, ナーディー・アル＝ジャズィーラ・アッ＝リヤーディー、英語: Al Jazira Sports Club）は、アラブ首長国連邦の首長国アブダビに本拠地を置くサッカークラブである。

## 歴史
アル・ジャジーラは、1974年にハーリディーヤ（Khalidiyah）と、アル・バティーン（Al Bateen）という2クラブの合併によって創設された。
2010-11シーズンにUAEリーグで初優勝。2016-17シーズンには2度目の優勝。同年12月に開催されたFIFAクラブワールドカップ2017にも初出場した。
2020-21シーズンには3度目のリーグ優勝。翌年2月に開催されたFIFAクラブワールドカップ2021に2度目の出場。

## タイトル

### 国内タイトル
- UAEプロリーグ:3回
  - 2010-11, 2016-17, 2020-21
- UAE FAカップ:1回
  - 2006-07
- UAEプレジデントカップ:3回
  - 2010-11, 2011-12, 2015-16
- アラビアン・ガルフ・カップ:1回
  - 2009-10

### 国際タイトル
- GCCチャンピオンズリーグ:1回
  - 2007

## 現所属メンバー
注：選手の国籍表記はFIFAの定めた代表資格ルールに基づく。
| No. | Pos. |                  | 選手名                         |
| --- | ---- | ---------------- | ------------------------------ |
| 2   | DF   | アラブ首長国連邦 | ムハンマド・ファウズィー       |
| 3   | DF   | アラブ首長国連邦 | サーレム・アル＝イーディー     |
| 4   | DF   | アラブ首長国連邦 | ムハンマド・アーイド           |
| 5   | DF   | アラブ首長国連邦 | ムサッリム・ファーイズ         |
| 6   | DF   | アラブ首長国連邦 | サイフ・ハルファーン           |
| 7   | FW   | アラブ首長国連邦 | アリー・マブフート             |
| 10  | MF   | モロッコ         | ムバラク・ブスファ             |
| 12  | DF   | アラブ首長国連邦 | サーリム・ラーシド             |
| 13  | DF   | アラブ首長国連邦 | ムハンマド・アル＝ムサッラミー |
| 14  | MF   | アラブ首長国連邦 | イーサ・アル＝オタイバ         |
| 15  | MF   | アラブ首長国連邦 | ハルファーン・ムバーラク       |
| 21  | MF   | アラブ首長国連邦 | ヤアクーブ・アル＝ホーサニー   |

| No. | Pos. |                  | 選手名                                 |
| --- | ---- | ---------------- | -------------------------------------- |
| 23  | MF   | アラブ首長国連邦 | ハーリブ・アッ＝サアディー             |
| 27  | DF   | アラブ首長国連邦 | サーレム・アブドゥッラー               |
| 29  | FW   | アラブ首長国連邦 | ズィヤード・アル＝アームリー           |
| 31  | FW   | ブラジル         | ロマリーニョ                           |
| 36  | GK   | アラブ首長国連邦 | ハーリド・アッ＝セナーニー             |
| 40  | DF   | アラブ首長国連邦 | ムハンマド・アル＝アッタース           |
| 44  | MF   | アラブ首長国連邦 | ファーリス・ジュマア                   |
| 50  | MF   | アラブ首長国連邦 | ムハンマド・ジャマール                 |
| 51  | DF   | アラブ首長国連邦 | ハリーファ・アル＝ハンマーディー       |
| 55  | GK   | アラブ首長国連邦 | アリー・ハシーフ                       |
| 56  | GK   | アラブ首長国連邦 | アブドゥッラフマーン・アル＝アームリー |
| 70  | FW   | アラブ首長国連邦 | アハマド・アル＝アッタース             |

## 歴代監督
- リヌス・イスラエル 1998-1999
- セフ・フェルホーセン 2004-2005
- ラースロー・ベレニ 2007-2008
- アベウ・ブラガ 2008-2011
- フランキー・ベルコーテレン 2011-2012
- カイオ・ジュニオール 2012
- ルイス・ミジャ 2013
- ワルテル・ゼンガ 2013-2014
- エリック・ゲレツ 2014-2015
- アベウ・ブラガ 2015
- ヘンク・テン・カテ (2015-2018)
- マルセル・カイザー (2018)
- ダミアン・ヘルトフ (2018-2019)
- ユルゲン・ストレッペル (2019)
- マルセル・カイザー (2019-2023)
- フランク・デ・ブール (2023)

## 歴代所属選手
- アリー・マブフート 2008-
- マティアス・デルガド 2010-2013
- マイケル・ビューチャンプ 2009-2010
- ルーカス・ニール 2011-2012
- サンドロ・ヒロシ 2003
- ラファエル・ソビス 2008-2010
- フェルナンド・バイアーノ 2008-2009
- リカルド・オリヴェイラ 2009-2014
- バレー 2010-2012
- ボナベントゥル・カルー 2007-2008

- ジョージ・ウェア 2001-2003
- フィリップ・コクー 2007-2008
- 辛炯珉 2012-2014
- アベラジズ・バラダ 2013-2014
- ネルソン・バルデス 2013-2014
- フェリペ・カイセド 2014
- ジュシレイ 2014-2015
- ミルコ・ヴチニッチ 2014-2017
- ジョナサン・ピトロイパ 2014-2015